# AKB48 難道說，這場演唱會的音源不會流出嗎？
AKB48 難道說，這場演唱會的音源不會流出嗎？（日語：まさか、このコンサートの音源は流出しないよね？）是日本女子偶像組合AKB48在2008年11月23日在NHK會館舉辦的演唱會。

## 概要
- 在2008年9月2日的Team A劇場公演中，由高橋南宣佈將會在2008年11月23日在NHK會館舉行演唱會[3]。
- 本演唱會部份劇場公演分組曲將會進行洗牌演出（即是演唱會的表演成員並不是原本的表演成員）。
- 演唱會的名稱是來自於9月9日發生的音源外洩事件[4]。當時原定於10月22日發售的《大聲鑽石》的未完成音源因不知明原因在互聯網流傳。雖然官方說明會採取法律行動，但最後並沒有任何明顯的行動[5][6]。
- 這次演唱會亦是AKB48初期成員大江朝美、駒谷仁美、戶島花、中西里菜及成田梨紗5人的畢業演唱會[7][8][9][10]。此外，SKE48的鈴木綺羅亦於次天的公演中畢業，因此這次亦是她的最後演唱會[11]。在演唱會當天的會場亦會發售5位AKB畢業成員的畢業紀念DVD[12]。

## 參加成員
團隊所屬以演出時為準
- AKB48
  - Team A
    - 板野友美、大江朝美、大島麻衣、川崎希、北原里英、小嶋陽菜、駒谷仁美、佐藤亞美菜、佐藤由加理、篠田麻里子、高橋南（高橋みなみ）、戶島花、中田千智（中田ちさと）、中西里菜、成田梨紗、藤江麗奈（藤江れいな）、前田敦子、峯岸南（峯岸みなみ）、宮崎美穗

  - Team K
    - 秋元才加、梅田彩佳、大島優子、大堀惠、奧真奈美、小野惠令奈、河西智美、倉持明日香、小林香菜、佐藤夏希、成瀨理沙、野呂佳代、早野薫、增田有華、松原夏海、宮澤佐江

  - Team B
    - 浦野一美、多田愛佳、柏木由紀、片山陽加、佐伯美香、早乙女美樹、指原莉乃、田名部生來、仲川遥香、仲谷明香、仁藤萌乃、野口玲菜、平嶋夏海、松岡由紀、米澤瑠美、渡邊麻友

  - 研究生
    - 有馬優茄、石田晴香、內田真由美、瓜屋茜、大家志津香、小原春香、鈴木菜繪、高城亞樹、近野莉菜、冨田麻友、中塚智實、野中美鄉、畑山亞梨紗、藤本紗羅、村中聰美
- SKE48
  - 稻垣保奈美（稲垣ほなみ）、大矢真那、尾關喜春（尾関きはる）、小野晴香、桑原瑞希（桑原みずき）、佐藤聖羅、佐藤實繪子、柴木愛子、新海里奈、鈴木綺羅（鈴木きらら）、高井月奈（高井つき奈）、高田志織、出口陽、中西優香、平田璃香子、平松可奈子、前川愛佳、松井珠理奈、松井玲奈、松下唯、森紗雪、矢神久美、山下萌（山下もえ）

## 曲目[13][14]
- 所有時間為日本時間。
- 舉行時間：入場時間17:00、出演時間18:00[1]
- 幕前播報：戶賀崎智信

1. overtune
2. Dreamin' girls - Team A、K、B[15]
3. Viva! Hurricane（ビバ！ハリケーン） - Team A、K、B
4. 不要讓夢想死去（夢を死なせるわけにいかない） - Team A、K、B、研究生
5. MC1 - 全員（大江、駒谷、戶島、中西里、成田除外）
6. 同班同學（クラスメイト） - 大江、駒谷、戶島、中西里、成田
7. MC2 - 大江、駒谷、戶島、中西里、成田
8. Bye Bye Bye - 峯岸、小嶋、高橋
9. Bird - 指原、板野、北原
10. 我 朱麗葉與雲霄飛車（僕とジュリエットとジェットコースター） - 早野、小野、藤江（伴舞：中塚、小原、野中、石田、高城、近野）
11. 睡衣兜風（パジャマドライブ） - 梅田、前田、小林
12. 嘆息的人偶（嘆きのフィギュア） - 宮崎、仁藤、中田、奧
13. 你是天馬（君はペガサス） - 高城、增田、浦野、佐藤亞
14. 無望之淚（てもでもの涙） - 大島麻、篠田
15. 玻璃般的我愛你（ガラスの I LOVE YOU） - 宮澤、倉持、大島優、川崎
16. 隔壁的香蕉（となりのバナナ） - 多田、渡邊
17. 對不起 我的寶石（ごめんね ジュエル） - 仲谷、柏木、平嶋、仲川（伴舞：米澤、松岡、早乙女、片山、野口、田名部）
18. 鏡中的聖女貞德（鏡の中のジャンヌ．ダルク） - 成瀨、松原、秋元、野呂、佐藤夏
19. 雄蕊雌蕊夜之蝶（おしべとめしべと夜の蝶々） - 大堀、河西
20. 甜蜜股關節（甘い股関節） - 大堀
21. MC3 - Team B（松岡除外）
22. 初日 - Team B
23. 水手夢見了風暴（水夫は嵐に夢を見る） - Team B
24. 梅樂斯之路（メロスの道） - Team K
25. 化作滾石吧（転がる石になれ） - Team K
26. Dear my teacher - Team A
27. 我的太陽（僕の太陽） - Team A
28. MC4 - 秋元、河西、小野、大島優、渡邊、柏木、浦野
29. overtune (SKE48 ver.)
30. 裙襬飄飄（スカート、ひらり） - SKE48
31. MC5 - SKE48
32. SKE48 - SKE48
33. 浪漫、不需要（ロマンス、イラネ） - Team A、K、B
34. 機尾雲（ひこうき雲） - Team A、K、B、研究生
35. BINGO! - Team A、K、B、研究生

安可曲
1. 想見你（会いたかった） - Team A、K、B
2. AKB參上! - Team A、K、B
3. MC6 - 全員
4. 櫻花的花瓣們（桜の花びらたち） - Team A、K、B、研究生

二次安可曲
1. 在藍天旁（青空のそばにいて） - Team A、K、B
2. MC7 - 畢業成員：大江、駒谷、戶島、中西里、成田
3. 大聲鑽石（大声ダイヤモンド） - Team A、K、B、研究生、SKE48

- 幕後播報：戶賀崎智信

## DVD
演唱會的CD及DVD同樣由AKS在2008年12月27日發行。CD收錄這次演唱會表演的歌曲，而DVD則收錄了演唱會及幕後花絮。此外，亦同時發售這次演唱會的80頁寫真集，隨寫真集附送5張大聲鑽石的生寫真。